# Herbert-Karsenty
Pour les articles homonymes, voir Karsenty.
Les Galas Karsenty-Herbert ou Tournées Herbert-Karsenty étaient une entreprise parisienne de tournées théâtrales, en province et à l'étranger, issue de la fusion en 1965 des « Galas Karsenty » et des « Productions théâtrales Georges Herbert ». La dernière saison des Galas Herbert-Karsenty s'est close en 1995, après leur rachat par la société Spectacles 2000.

## Histoire

### Galas Karsenty
Les Galas Karsenty sont fondés en 1919 par Raphaël Karsenty (1889-1932). À sa mort, son neveu Marcel Karsenty (15 juillet 1904, Oran – 3 mai 1997,), qui l'a rejoint en 1927, lui succède secondé par ses frères Robert et Pierre.
Raphaël Karsenty bâtit son succès en mêlant une grande exigence de qualité et un indéniable savoir-faire commercial. Distribution, décors, costumes ou mises en scène se doivent d'être au même niveau. Les acteurs n'ont plus recours à un souffleur. Le tourneur cultive ses réseaux, tant dans le milieu du théâtre que dans le monde diplomatique. Il se trouve un slogan : « Comme à Paris, mieux qu'à Paris ! ». Marie Bell, Valentine Tessier, Raimu, Harry Baur, Charles Dullin et Sacha Guitry sont les têtes d'affiches du moment.
Les spectacles, rodés en province, sont ensuite présentés à l'étranger. Les Galas Karsenty deviennent rapidement un acteur important de la diffusion du théâtre francophone et reçoivent le soutien du réseau des Alliances françaises, des ambassades et consulats et d'autres structures d'état comme le Service des œuvres françaises à l’étranger (SOFE) ou l'Association française d'action artistique (AFAA) nouvellement créés. Les pouvoirs publics ont alors bien conscience du rôle tenu par la culture dans le rayonnement politique et diplomatique d'un pays.
Les Galas Karsenty organisent en 1938-1939 une tournée de la Comédie-Française qui va de Londres à Buenos Aires, passant par les Balkans, l'Afrique du Nord et le Brésil. Pendant la Seconde Guerre mondiale, c'est Louis Jouvet et sa troupe qui parcourent l'Amérique du Sud, présentant Jean Giraudoux et Paul Claudel à un public encore avide de culture française. La tournée donne aussi l'occasion au nouveau régime de Vichy de diffuser sa propagande jusqu'à la rupture de tous liens en 1943. Charlotte Delbo, assistante de Jouvet, quittera la troupe en novembre 1941 pour rejoindre la résistance.
En 1959, Marcel Karsenty offre à Louis de Funès l'opportunité de reprendre le rôle principal dans Oscar de Claude Magnier donnant à sa carrière une impulsion décisive. Au terme de la saison 1959-1960, les Galas Karsenty auraient proposé quelque trois cents spectacles, joués par cinq mille comédiens devant près de vingt millions de spectateurs.
Marcel Karsenty dirige la nouvelle société Karsenty-Herbert de 1965 à 1969. Parallèlement a son activité de tourneur, il exerce la fonction d'administrateur adjoint de l'Atelier de Charles Dullin puis dirige le Théâtre de Paris avec Pierre Dux de 1948 à 1952 et le Théâtre des Ambassadeurs de 1962 à 1970.

### Georges Herbert, producteur et tourneur
Georges Herbert (21 avril 1915, Montmorency – 23 août 2000, Paris) travaille comme régisseur à l'Athénée avant de créer en 1943, avec Paquita Claude, le théâtre La Bruyère dans une salle de conférence inoccupée. Le nouveau théâtre voit notamment en 1948 le triomphe du premier spectacle de la troupe des Branquignols. En 1954, Herbert cède la direction à Georges Vitaly.
Au début des années 1950, il fonde les Productions théâtrales Georges Herbert qui, en organisant des tournées en province, viennent concurrencer les Galas Karsenty . Marcel Achard, Marcel Aymé ou Jean Anouilh sont régulièrement au programme du tourneur qui propose aussi des pièces de Luigi Pirandello, Jean Cocteau, Gabriel Arout ou Peter Ustinov.
En 1960 Georges Herbert prend, avec Pierre Franck, la direction du Théâtre de l'Œuvre faisant sienne l'exigence de qualité de ses prédécesseurs. En 1978, il confie la direction artistique du théâtre à Georges Wilson. Il collabore aussi régulièrement avec la comédienne France Delahalle dont il partage la vie. Grand défenseur et figure de proue du théâtre privé français, Georges Herbert se retire en 1995.

### Galas Karsenty-Herbert (1965-1995)
Au début des années 1960, l'âge d'or des tournées parisiennes est révolu et il n'y a plus de place pour plusieurs grands tourneurs. La société France-Monde Productions d'Elvire Popesco et Hubert de Malet cesse son activité et en 1965, les Galas Karsenty fusionnent avec les Productions théâtrales Georges Herbert,.
Les Galas Karsenty-Herbert ont désormais le monopole de l'organisation des tournées dans les grandes villes de province et de l'étranger, laissant à d'autres sociétés comme les tournées Charles Baret ou Eurothéâtre, le soin de diffuser les productions parisiennes dans les villes plus petites ,. Sont entre autres représentés Anouilh, Ionesco, Audiberti, Pinter, Roussin ou Françoise Dorin.
La politique tarifaire des Galas Karsenty-Herbert privilégie un public plutôt aisé et leurs représentations font souvent figure de petit événement mondain,. En plus de l'attraction exercée par le prestige de la culture et des vedettes parisiennes, l'entreprise s'appuie sur de grandes figures locales du théâtre comme André Talmès, directeur artistique de la Comédie de Genève ou Jacques Béranger qui représente le tourneur en Suisse. Dans ce pays, les Galas Karsenty-Herbert représentent jusqu'au début des années 1970 plus de la moitié des encaissements de la SACD.
En dépit de leur position dominante, les Galas Karsenty-Herbert sont confrontés à de nouvelles difficultés. À partir des années 1960, les centres dramatiques régionaux issus de la décentralisation théâtrale commencent à irriguer tout le territoire national et constituent une concurrence sérieuse pour les tourneurs privés.
Des critiques se font jour quant à la qualité et l’intérêt des spectacles proposés. Chaque saison, les Galas Karsenty-Herbert proposent et souvent imposent aux programmeurs locaux une dizaine de pièces assez inégales. Sont critiquées la place trop importante accordée à un théâtre de pur divertissement ainsi que la politique de la tête d'affiche qui veut qu'une vedette, pas toujours motivée et entourée d'une distribution dont la qualité laisse quelquefois à désirer, draine sur son seul nom un large public.
En 1980, les Galas Karsenty-Herbert donnent 783 représentations, dont 313 en dehors de la France. L'entreprise occupe 80 % du marché des tournées en France. Son chiffre d'affaires passe de 24 millions de francs en 1980 à 46 millions de francs en 1983. Les coûts de production augmentent avec le renchérissement du prix des transports. Il devient aussi plus coûteux de réunir des distributions de qualité. Les comédiens qui s'engagent pour plusieurs mois de tournée renoncent en effet à leurs activités parisiennes (tournages, doublages, publicités…) et demandent en conséquence des cachets beaucoup plus élevés pour compenser ce manque à gagner.
Si, au début des années 1980, le tourneur peut encore présenter quelques excellentes mises en scène comme Huis clos, Le Nombril ou Le Malade imaginaire, il semble de plus en plus difficile de concilier les contraintes économiques avec les nouvelles exigences de qualité du public. La programmation de one-man-show (Le Luron, Mabille) ou de grands succès du boulevard (Joyeuses Pâques, Les Seins de Lola, Le Clan des veuves) permet malgré tout à l'entreprise de perdurer.
Quand, en 1994, les Galas Karsenty-Herbert sont rachetés par la société Spectacles 2000, ce sont trois quarts de siècle d'aventures théâtrales qui s'achèvent.

## Programmation
Spectacles au programme des tournées Karsenty, Herbert et des Galas Karsenty-Herbert par saisons,.